# ميشيل تشن (ممثلة)
ميشيل تشن (بالصينية: 陳妍希) هي مغنية وكاتبة غنائية وممثلة صينية، ولدت في 31 مايو 1983 بتايبيه في تايوان.

## وصلات خارجية
- ميشيل تشن على موقع IMDb (الإنجليزية)
- ميشيل تشن على موقع ألو سيني (الفرنسية)
- ميشيل تشن على موقع ميوزك برينز (الإنجليزية)
- ميشيل تشن على موقع قاعدة بيانات الفيلم (الإنجليزية)
- ميشيل تشن على موقع قاعدة بيانات الفيلم (الإنجليزية)